# تپه آغ داش
تپه آغ داش مربوط به سده‌های اولیه دوران‌های تاریخی پس از اسلام است و در شهرستان ازنا، بخش جاپلق، دهستان چاپلق شرقی، ۲/۵ کیلومتری جنوب شرقی روستای فین واقع شده و این اثر در تاریخ ۲۲ آبان ۱۳۸۶ با شمارهٔ ثبت ۲۰۰۸۰ به‌عنوان یکی از آثار ملی ایران به ثبت رسیده است.